# Škrljevo
Škrljevo es una localidad de Croacia situada en el municipio de Bakar, condado de Primorje-Gorski Kotar. Según el censo de 2021, tiene una población de 1161 habitantes.

## Geografía
Está situada a una altitud de entre 190 y 290 metros sobre el nivel del mar.

## Demografía
| Gráfica de población de Škrljevo 1857-2021                          |
|                                                                     |
| Según los censos de población de la Oficina de Estadísticas Croata. |